# 1955 au Manitoba
Chronologie du Manitoba
- 1951
- 1952
- 1953
- 1954
- 1955
- 1956
- 1957
- 1958
- 1959

Cette page concerne des événements d'actualité qui se sont produits durant l'année 1955 dans la province canadienne du Manitoba.

## Politique
- Premier ministre : Douglas Lloyd Campbell
- Chef de l'Opposition :
- Lieutenant-gouverneur : John Stewart McDiarmid
- Législature :

## Naissances

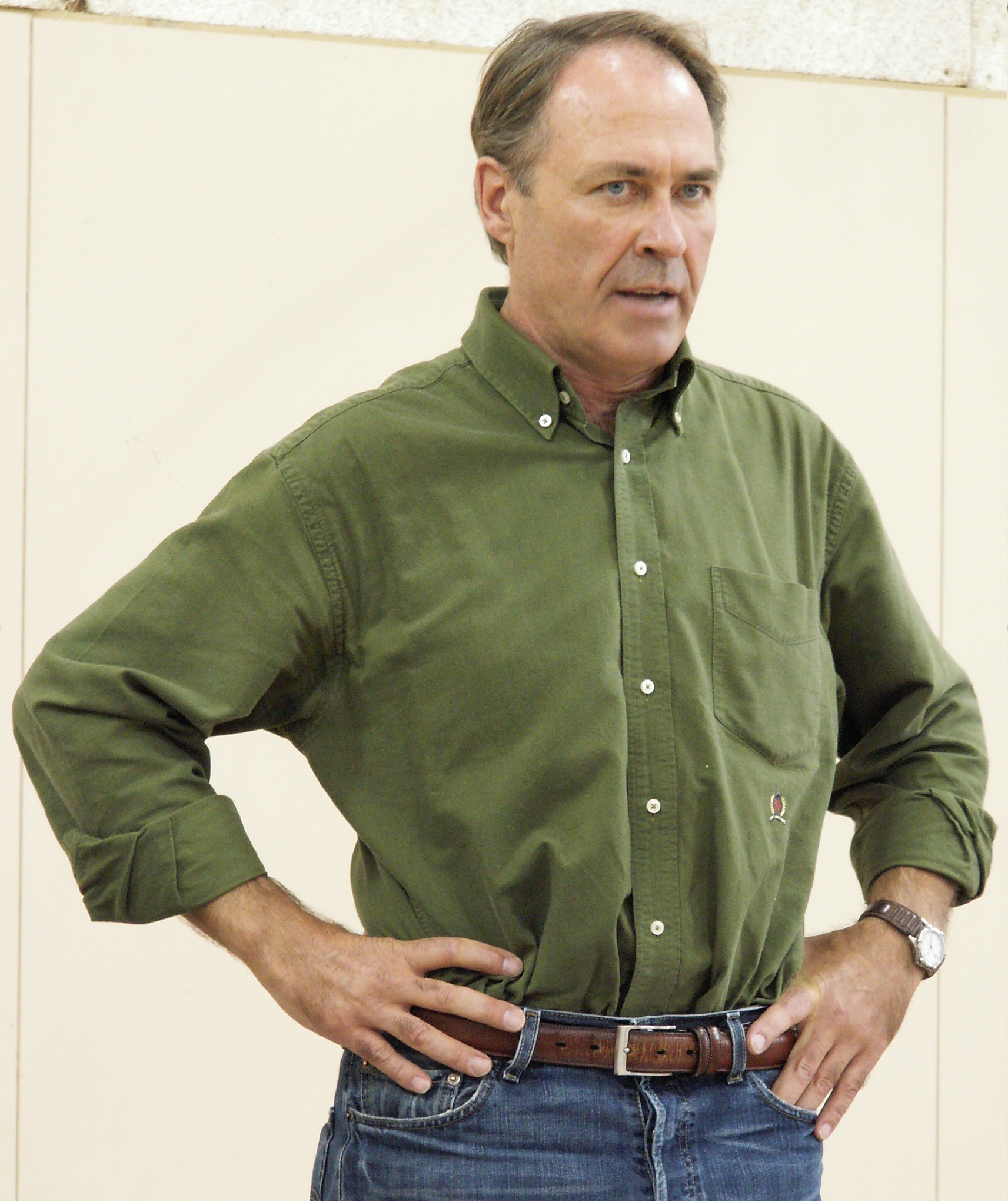
Pat Martin

- Hamish Buchanan, né à Winnipeg, est un artiste photographe canadien. Il vit et travaille à Toronto.

- 18 juin : Edward D. Fast alias Ed Fast (né à Winnipeg) est un homme politique et un avocat canadien. Il est actuellement député de la circonscription britanno-colombienne d'Abbotsford à la Chambre des communes du Canada. À l'élection fédérale canadienne de 2006, il a obtenu 63,26 % des suffrages.

- 17 octobre : Richard Derek Blight (né à Portage la Prairie, province du Manitoba - décédé le 3 avril 2005 à Portage la Prairie près du Lac Manitoba) est un joueur de hockey sur glace professionnel canadien. Il évoluait au poste d'ailier.

- 28 octobre : Paul Gordon Baxter (né à Winnipeg) était un défenseur professionnel de hockey sur glace puis un entraîneur en Amérique du Nord.

- 9 novembre : Robert Daniel Nault (né à Sainte-Anne) est un chef de train et homme politique fédérale de l'Ontario.

- 13 décembre : Patrick (Pat) Martin (né à Winnipeg) est un homme politique canadien. Il est député à la Chambre des communes du Canada depuis 1997, représentant la circonscription de Winnipeg-Centre pour le Nouveau Parti démocratique.